# 6901 Roybishop
6901 Roybishop è un asteroide della fascia principale. Scoperto nel 1989, presenta un'orbita caratterizzata da un semiasse maggiore pari a 1,9425346 UA e da un'eccentricità di 0,1118096, inclinata di 23,14409° rispetto all'eclittica.